# Teasing
Pour les articles homonymes, voir Teaser.
 (juin 2007).

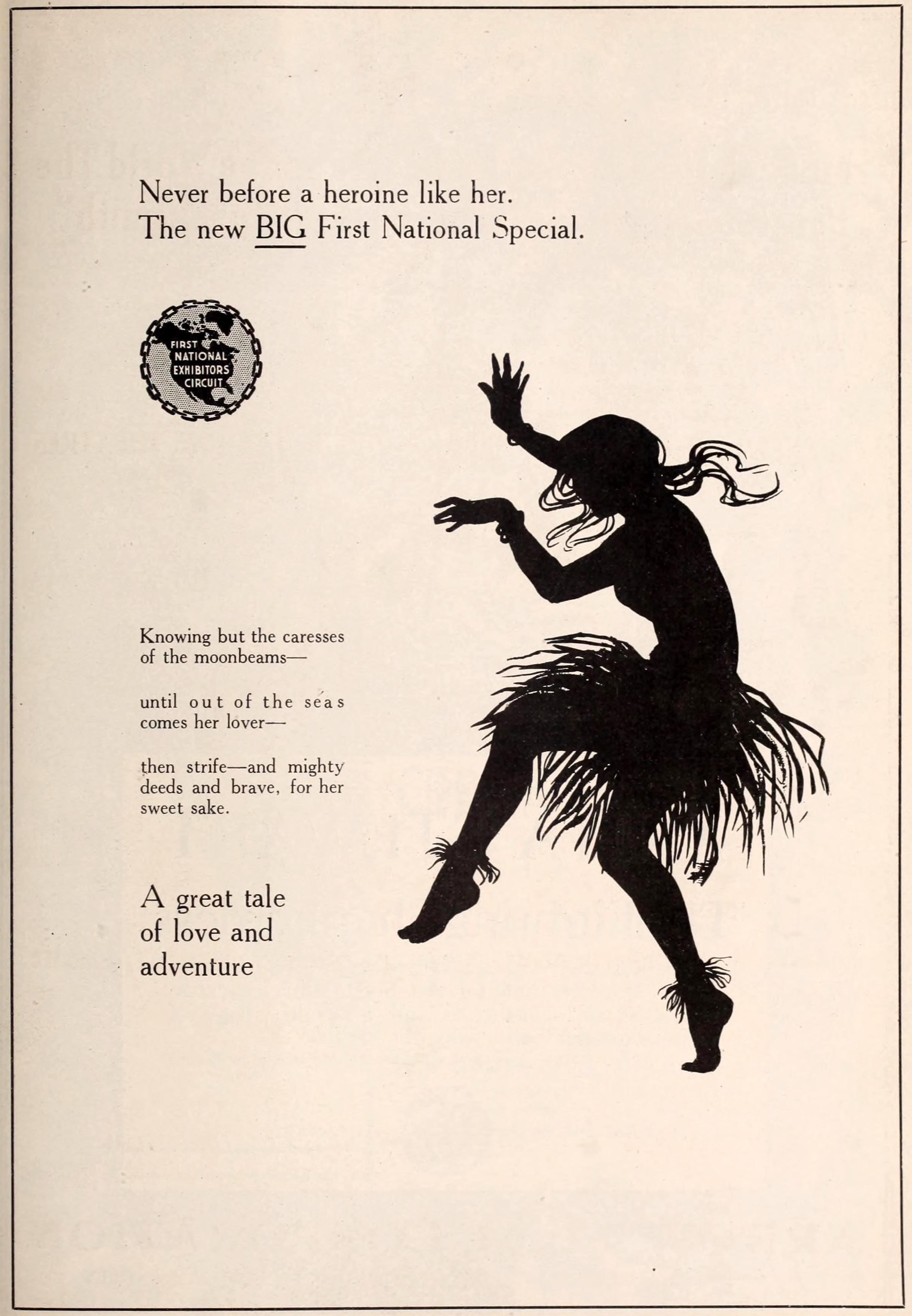
Publicité pour le film de 1920 The Idol Dancer.

Le teasing ou l’aguichage, est une technique de vente et de communication attirant le spectateur (ou le client potentiel) par un message basé sur l'interpellation. 
- L'étape initiale ou les étapes initiales (le « teaser ») visent un récepteur (le public, une catégorie de population, etc.) par un message volontairement énigmatique ou incomplet qui l'invite à s'intéresser à la suite de l'action de communication.
- L'étape suivante, ou finale (le message), apporte une explication à l'énigme initiale, marquant et dévoilant ainsi la portée exacte de l'action de communication.

## Néologisme
Teasing est un mot anglais signifiant « taquinerie » ou « action de séduire » (cf. « strip-tease »). En juillet 2010, la Commission de terminologie et de néologie, du ministère français de la culture, a officialisé le néologisme « aguichage » en remplacement de l'anglicisme « teasing ». Le « teaser » devient ainsi une « aguiche »,.

## Histoire
L'aguichage serait arrivé en France en avril 1967 avec la campagne de la nouvelle marque pétrolière Elf, annonçant simplement : « Les ronds rouges arrivent »[réf. à confirmer]. En une nuit, les différents réseaux de distribution regroupés sous la nouvelle marque changent d'enseigne et adoptent la marque Elf et son rond rouge distinctif.
En août 1981, arrive la célèbre campagne en trois temps de l'afficheur Avenir avec les affiches Myriam, mise en scène par l'agence de publicité CLM/BBDO, campagne d'affichage dans laquelle une baigneuse promettait de se dénuder. Elle tenait finalement promesse, permettant ainsi à l'annonceur d'affirmer qu'il tenait lui aussi ses promesses.
Sur un bord de mer bleu azur…
1. une jeune femme en bikini, mains sur les hanches, annonce : « [Demain], j'enlève le haut » ;
2. quelques jours plus tard, seins nus, elle ajoute : « [Demain], j'enlève le bas » ;
3. quelques jours plus tard, nue mais montrée de dos, elle conclut : « Avenir, l'afficheur qui tient ses promesses ».

Cette jeune femme, nommée Myriam, est restée un cas d'école fréquemment cité dans les ouvrages et les formations sur la publicité.

## En politique
L’aguichage a été utilisé en politique en France, avec la double publicité visuelle de Jacques Chirac de 1986 : « Vivement demain… » suivie de « …avec le RPR ».

## Médias
Le teasing ou aguichage, est également une technique courante au cinéma pour la promotion des superproductions. Il s'agit généralement de bandes-annonces particulièrement courtes. Les producteurs de cinéma font diffuser, longtemps avant la sortie d'un film, une ou plusieurs aguiches (appelées teasers en anglais), c'est-à-dire des séquences courtes et énigmatiques, au message minimaliste et percutant qui ne dévoile presque rien de la production.